# Luksika Kumkhum
Luksika Kumkhum (Chanthaburi, 21 de Julho de 1993) é uma tenista profissional tailandesa, seu melhor ranking de N. 85 em simples pela WTA.